# Teiichi Matsumaru
Teiichi Matsumaru, född 28 februari 1909 i Tokyo prefektur, Japan, död 6 januari 1997, var en japansk fotbollsspelare.